# ニクバエ
ニクバエ（肉蝿）はハエ目（双翅目）ニクバエ科（Sarcophagidae）に属するハエの総称。

## 特徴
ほとんどの種の胸部背板に縦縞があることから、イエバエのようにイエバエ科で縦縞を持つハエと間違えやすい昆虫だが、イエバエより幾分大型で、またイエバエ科やヤドリバエ科の縦縞を持つものの縞がたいてい偶数の4本であるのに対し、ニクバエの縞は奇数の3本であることから、慣れれば一目で区別できる。
ニクバエ科にはヤドリニクバエ亜科（Miltogramminae）とニクバエ亜科（Sarcophaginae）の2亜科があり、これらには約100属が含まれる。ニクバエは同じハエ下目に属し、クロバエ類やキンバエ類のようにニクバエによく似た死肉食性の種が多いクロバエ科にかなり近縁で、同じヒツジバエ上科に属する。

## 習性
一般的に、ニクバエの成虫は卵胎生で、孵化寸前の幼虫の入った卵を動物の死体に産みつけ、すぐさま孵化した幼虫はそこで発育する。幼虫は典型的なウジで、肉の中で5～10日過ごし、その後土にもぐり、成虫になる。成虫になってからの寿命は多くの場合1ヶ月余りと考えられるが、成虫越冬する種などではずっと長くなる。
ニクバエのウジには同所的に見られる他の幼虫を捕食したり捕殺するものが知られているが、これは捕食される側の幼虫が小さくて競争者になったときが多いようである。
ニクバエの幼虫にはクロバエ科の幼虫と同様、様々な無脊椎動物の捕食寄生者となるものも多い。例えばカスミニクバエ類はバッタに寄生する。甲虫、陸貝、鱗翅目の幼虫（ことにテンマクケムシ）といった大型無脊椎動物を食べて育つものもある。日本産のものでは、クサニクバエが茨城県のマツカレハの幼虫によく寄生していることが報告されている。これらは生物学的防除に有用であると考えられている。最近、マングローブに生息する小型の巻貝類に非常に高頻度に寄生し、個体群動態に大きな影響を与えている種も報告されている。また、南米産の種の中にはカメの卵に捕食寄生する種さえ知られている。
ニクバエ類は幼虫・成虫のいずれも上記のように死肉や生きた動物組織のような動物質を食べるものが多く、かなり腐敗の進んだ状態を好むが、冷たくなってすらいない死体を好む種もいる。また、他にも動物の糞のような腐敗した排泄物を食べるものも知られている。例えば汲み取り式便所の便池はセンチニクバエなどの好発生地であり、センチニクバエのようにこうした環境に深く依存してきた種の中には便所の水洗化が進んだ地域で著しく減少しているものも知られている。このため、ニクバエ類の種の多くは病原菌を媒介する衛生害虫となっている。また、糞食性の種の中にはきわめて狭食性のものもあり、中南米のヘリコニアやクズウコン科の Calathea 属などの茎の先端のまだ開いていない漏斗状の葉の筒を毎日日替わりでねぐらにするスイツキコウモリ科 Thyropteridae の一種スピックススイツキコウモリ Thyroptera tricolor が昼の休息時に排泄した糞のみを発生源にしているニクバエ Sarcofahrtiopsis thyropteronthos が知られている。

## 利用
ニクバエの生活史は予測可能である。この事を用いて、遺体上のニクバエは警察などの捜査の手がかりとなる。ニクバエは、膨張するまで腐敗の進んだヒトや動物の死体に幼虫を好んで産みつける。
法医昆虫学者はニクバエが食べている死体がいつ死んだかを決定するために、老熟幼虫を採集して死んだ可能性の最も早い日付を逆算して推定するのである。そうやって、おおよその死亡日時がわかる。この事は、法医昆虫学者が遺体の条件と一致する人物が死亡日時近辺で失踪していたかどうか確かめることができるので、その遺体の身元が誰かを決定するのに有効である。
特定の昆虫は特定の状態の死体を好む。あるものはかなり分解の進んだ死体、さらには乾燥した死体ですら好む。このことによって法医昆虫学者の死亡日時推定が可能になる。全ての昆虫の生活史は予測可能なので、実際法医昆虫学者は全ての異なるタイプの昆虫の平均齢を逆算して死亡推定日時を得ているのである。
ニクバエの幼虫は、サシまたはサバムシ(これは鯖にニクバエの幼虫を湧かせたことに由来する)という商品名で釣り用の餌として使われることもあり、衛生管理下で養殖も行われている。

## 分類

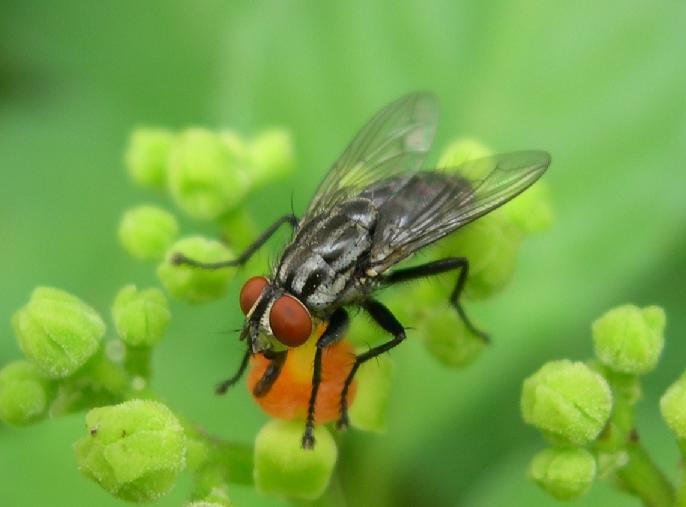
ヤブガラシの蜜を舐めるナミニクバエ♂（東京都新宿区）

以下に日本産ニクバエ科相を概観できるようリストを掲げた。しかし、本科の分類は時代や研究者などによってしばしば異なり、亜科の分け方では、4亜科に分ける考え方や2亜科しか認めない考え方などがある。属の扱いについてはさらに種々の立場があり、一例をあげるなら、シリアカニクバエなどが属する Parasarcophaga を独立の属として扱う場合もあれば、Sarcophaga属の亜属とする場合もある。このような研究者や文献間での食い違いは、一般の者には不便なものであり将来的には一致を見るべきだが、それぞれに根拠があっての不一致であると理解すべきである。
- ここに示したリストはスウェーデン自然史博物館のニクバエ研究者 Tomas Pape の世界全体のリスト（外部リンク参照）に従った。3亜科に分けてあり、属の扱いも上記概説部と合致しない部分があるが、上述のような状況であるための便宜上の措置である。亜科ごとに学名のアルファベット順で配列してある。
- 日本のニクバエ相は、衛生昆虫という側面から比較的よく調べられており、他のハエ目昆虫に比べると相当詳しくわかっている。したがってリストは日本のニクバエ相の凡そを示していると言えるが、死体で繁殖しない捕食寄生性、あるいは労働寄生性の種の解明率はまだ十分ではないと考えられ、新種や新記録種が現在も追加されつつある。
- 日本産昆虫目録データベース（外部リンク参照）をもとに、いくつかの種を加えたうえ、各種に分布の概略を示した。「北、本、四、九、奄、沖」はそれぞれ北海道、本州、四国、九州、奄美、沖縄（八重山も含む）で、「中、韓、台、ロ極東」はそれぞれ中国、韓国、台湾、ロシア極東部の略である。

### 日本産ニクバエ科のリスト
Miltogramminae
- ドロバチヤドリニクバエ Amobia distorta (Allen,1926) 本、台、旧北区、北米、アルジェリア
- ヨコジマコバネヤドリニクバエ Cylindrothecum angustifrons (Townsend,1932) 本、沖、中国
- シロオビギンガクニクバエ Eumetopiella (Asiaraba) matsumurai (Rohdendorf,1967) 北、本、中
- カノウハナバチノスヤドリニクバエ Macronychia (Macronychia) kanoi Kurahashi,1972 本、ロシア
- エゾハナバチノスヤドリニクバエ Macronychia (Macronychia) striginervis (Zetterstedt,1844) 北、本、旧北区
- ハチノスヤドリニクバエ Macronychia (Moshusa) polydon (Meigen,1824) 日本、中、旧北区、イスラエル
- ミカワヤドリニクバエ Metopia (Anicia) campestris (Fallen,1820) 日本、全北区
- 和名不詳 Metopia (Anicia) grandii Venturi,1953 日本、ロ極東、シベリア
- ヤドリニクバエ Metopia (Anicia) inermis Allen,1926 日本、北米
- ミナミヤドリニクバエ Metopia (Australoanicia) nudibasis (Malloch,1930) 日本、中国、東洋区、豪州
- ギンガクヤドリニクバエ Metopia (Metopia) argyocephala (Meigen,1824) 九～沖、台、中、韓、旧北区、東洋区、中東、北米、ペルー
- タイワンヤドリニクバエ Metopia sauteri (Townsend,1932,Chaetoanicia) 本～奄、ロ極東、中、韓、台、ネパール
- ゼニゴギンガクニクバエ Metopia (Metopia) stackeibergi Rohdendorf,1955 日本、中、旧北区、
- ヒコサンギンガクニクバエ Metopia (Metopia) suifenhoensis Fan,1965 日本、ロ極東、中、韓
- トガシヤドリニクバエ Metopia togashii Kurahashi,2004 本
- コバネニクバエ Miltogramma (Miltogramma) punctatum Meigen,1824 日本、中、韓、旧北区、中東、アフリカ、カナリー
- 和名不詳 Oebalia (Ptychoneura) minuta (Fallen,1810) 日本、旧北区
- ハネボシスナニクバエ Phylloteles formosana (Townsend,1933) 日本、ロ極東、中、モンゴル
- アナバチヤドリニクバエ Protomiltogramma fasciata (Meigen,1824) 日本、中、旧北区、中東、アフリカ、カナリー
- カオジロヤドリニクバエ Senotainia (Sphixapata) japonensis Kurahashi,1970 奄
- タカサゴヤドリニクバエ Synorbitomyia linearis (Villneuve,1929) 沖、台、東洋区

Paramacronychiinae
- ヤチニクバエAgria moanchae(Kramer,1908) 北、本、旧北区
- ヒグラシヤチニクバエ（ヒグラシヤドリバエ） Angiometopa cicadina (Kato,1943) 本
- ヒコサンニクバエ Angiometopa hikosana Kurahashi,1975 九
- シノナガニクバエ Angiometopa shinonagai Kurahashi,1975 本
- ハナバチノスヤドリニクバエ Brachicoma devia (Fallen,1820) 北、本、中、旧北区、北米
- オガサワラホソニクバエ Goniophyto boninensis Lopes,1958 小笠原
- ホンシュウホソニクバエ Goniophyto honshuensis Rohdendorf,1962 本～沖、ロ極東、中
- ホリホソニクバエ Goniophyto horii Kurahashi et Suenaga,1994 九
- リュウキュウホソニクバエ Goniophyto yaeyamaensis Kano et Shinonaga,1964 奄～沖
- ゴヘイニクバエ Sarcophila japonica (Rohdendorf,1965) 本、ロ極東、韓

Sarcophaginae
- サンベカスミニクバエBlaeoxipha ampliforceps Shinonaga et Matsudaira,1970 本
- 和名不詳Blaeoxipha dupuisi Leonide J. et Leonide J.-C.,1973 日本、旧北区
- 和名不詳Blaeoxipha gladiatrix (Pandelle,1896)　日本、中、中東、エジプト、旧北区、
- 和名不詳Blaeoxipha grylloctona Loew,1861　日本、中、旧北区
- ヤマトカスミニクバエ Blaeoxipha japonensis Hori,1954　北～九、千島、中
- バッタヤドリニクバエ Blaeoxipha rufipes (Macquart,1839)　本、九、旧北区、東洋区、アフリカ
- カスミニクバエ Blaeoxipha sublaticornisHsue,1978 北、本、ロ極東、中
- アマミカスミニクバエ Blaesoxipha amamiensis Shinonaga et Matsudaira,1970　奄
- ヒラエニクバエ Blaesoxipha palauensis Lopes,1958 沖、ロ極東、中
- クダマキモドキヤドリニクバエ Blaesoxipha pygmaea Zetterstedt,1845　本
- ヒメシリアカニクバエ Ravinia striata (Fabricius,1794) 北、本、中、韓、旧北区、東洋区、中東、アフリカ、カナリー
- タイワンコニクバエ Sarcophaga (Asceloctella) calicifera (Bottcher,1912)　奄～フィリピン、中、インド、アフリカ
- カネコニクバエ Sarcophaga (Asceloctella) kanekoi Kano et Field,1964　奄
- カヤニクバエ Sarcophaga (Asiopierretia) kayaensis (Park,1962) 本、韓
- コニクバエ Sarcophaga (Asiopierretia) ugamskii (Rohdendorf,1937) 本、ロ極東、中、韓
- ホリニクバエ Sarcophaga (Bellieriomima) horii (Kano,1953)	北～九、ロシア極東
- ジョセフニクバエ Sarcophaga (Bellieriomima) josephi (Bottcher,1912) 本～沖、ロ極東、韓、台
- カガニクバエ Sarcophaga (Bellieriomima) kagaensis (Hori,l1954) 北～九
- オキナワヒメニクバエ Sarcophaga (Bellieriomima) pseudosubulata (Kano et Field,1963) 沖
- ヒメニクバエ Sarcophaga (Bellieriomima) pterygota (Thomas,1949) 日本、ロ極東、中
- タカハシニクバエ Sarcophaga (Bellieriomima) takahasii (Kano et Okazaki,1956) 本、ロ極東
- フィールドニクバエ Sarcophaga (Bellieriomima) uniseta (Baranov,1939) 北～沖、ロ極東、中
- センチニクバエ Sarcophaga (Boettcherisca) peregrina (Robineau-Desvoidy,1830) 北～沖、ロ極東、中、韓、東洋区、オセアニア
- クロニクバエ Sarcophaga (Boettcherisca) septentrionalis Rohdendorf,1937 本～九、ロ極東、中
- アサヒナニクバエ Sarcophaga (Dysparaphalla) asahinai (Kano,1962) 沖
- シリグロニクバエ Sarcophaga (Helicophagella) melanura (Meigen,1826) 北～沖、旧北区、東洋区
- チビクロニクバエ Sarcophaga (Heteronychia) abramovi Rohdendorf,1938) 北、ロ極東
- ニホンクロニクバエ Sarcophaga (Heteronychia) nipponensis Shinonaga et Matsudaira,1970 本
- サタニクバエSarcophaga (Heteronychia) obscurata (Rohdendorf,1937) 九、沖、中、韓、旧北区
- キタシリアカニクバエ Sarcophaga (Heteronychia) vagans (Meigen,1826) 北、旧北区
- ホザワニクバエ Sarcophaga (Horiisca) hozawaii (Hori,1954) 本、九、韓
- オカザキニクバエ Sarcophaga (Kanoa) okazakii (Kano,1953) 本
- シュッツェニクバエ Sarcophaga (Kramerea) shuetzei (Kramer,1909) 北～九、中、韓、旧北区
- ハマベニクバエ Sarcophaga (Leucomyia) cinerea (Fabricius,1794) 本～沖、東洋区
- ビーソンニクバエ Sarcophaga (Lioproctia) beesoni Senior-White,1924) 北、中、ビルマ、タイ
- ツノアカニクバエ Sarcophaga (Liopygia) ruficornis (Fabricius,1794) 奄～フィリピン、中、インド、アフリカ
- イソニクバエ Sarcophaga (Liosarcophaga) brevicornis (Ho,1934) 本～九、ロ極東、韓、中、東洋区、豪州
- ミセラニクバエ Sarcophaga (Liosarcophaga) dux (Thomson,1869) 日本、ロ極東、韓、中、タイ、ネパール、ハワイ、豪州
- クサニクバエ Sarcophaga (Liosarcophaga) harpax (Pandelle,1896) 日本、韓、中、旧北区、東洋区、北米
- キタハラニクバエ Sarcophaga (Liosarcophaga) kitaharai (Miyazaki,1958) 本～九、中国
- コバヤシニクバエ Sarcophaga (Liosarcophaga) kobayashii (Hori,1954) 北、本、ロ極東、中
- シリタカニクバエ Sarcophaga (Liosarcophaga) shiritakaensis (Hori,1954) 北～九、ロ極東、韓
- ユミガタニクバエ Sarcophaga (Liosarcophaga) tuberosa (Pandelle,1896) 本～沖、中、韓、旧北区、北米
- マキバニクバエ Sarcophaga (Mehria) clathrata (Meigen,1826) 北、本、中、旧北区、カナリー
- タカネニクバエ Sarcophaga (Mehria) olsoufievi (Rohdendorf,1937) 本、対、中、ロシア
- チンタオコニクバエ Sarcophaga (Myorhina) tsintaoensis  (Ye,1965) 北、中
- タイリクコニクバエ Sarcophaga (Myorhina) villeneuvei (Bottecher,1912) 北、旧北区、新北区
- ホクリクニクバエ Sarcophaga (Nihonea) hokurikuensis (Hori,1955) 本～九、中
- フルトネニクバエ Sarcophaga (Nudicerca) furutonensis (Kano et Okazaki,1956) 本
- カワユニクバエ Sarcophaga (Pandelleisca) kawayuensis (Kano,1950) 北～九、ロ極東
- ペキンニクバエ Sarcophaga (Pandelleisca) polystylata (Ho,1934) 北～九、ロ極東、韓、中、アルタイ
- ナミニクバエ Sarcophaga (Pandelleisca) similis (Meade,1876) 北～沖、中、韓、旧北区、中東
- ゲンロクニクバエ Sarcophaga (Parasarcophaga) albiceps (Meigen,1826) 北～沖、韓、中、旧北区、東洋区、イスラエル、豪州、
- シリアカニクバエSarcophaga (Parasarcophaga) crassipalpis (Macquart,1839) 北～九、世界各地
- ヤマトニクバエ Sarcophaga (Parasarcophaga) japonica (Hori,1954) 本
- クロゲンロクニクバエ Sarcophaga (Parasarcophaga) macroauriculata (Ho,1932) 対馬、ロ極東、韓、中
- オオイタニクバエ Sarcophaga (Parasarcophaga) oitana (Hori,1955) 本、九
- ツシマニクバエ Sarcophaga (Parasarcophaga) tsushimae (Senior-White,1924) 北～九、韓、中
- トラツメニクバエ Sarcophaga (Parasarcophaga) unguitigris Rohdendorf,1938 本～九、ロ極東、韓、中
- キーガンニクバエ Sarcophaga (Phallantha) keegani Kano et Shinonaga,1964 本、九
- エゾニクバエ Sarcophaga (Phallantha) sichotealini Rohdendorf,1938 本、韓
- マーゲンスニクバエ Sarcophaga (Phallanthisca) magensi (Kano,1957)	石垣、西表
- シラキニクバエ Sarcophaga (Phallanthisca) shirakii (Kano et Field,1963) 沖、中
- オオシマニクバエ Sarcophaga (Phallonychia) oshimensis Kano et Field,1964 奄、徳之島
- キノシタニクバエ Sarcophaga (Phallosphaera) gravelyi (Senior-White,1924) 本～沖、ロ極東、中、韓、ネパール、東洋区
- シロガネニクバエ Sarcophaga (Phallosphaera) konakovi Rohdendorf,1938 北～九、ロ極東、中、韓
- メッツゲルニクバエ Sarcophaga (Phallosphaera) metzgeri Kano et Shinonaga,1964 北、本、韓
- トリオニクバエ Sarcophaga (Pseudothyrsocnema) crinitula (Quo,1952) 本～沖、中、韓
- エダガタニクバエ Sarcophaga (Robineauella) pseudoscoparia (Kramer,1911) 北、シベリア、中、韓、モンゴル
- エダニクバエ Sarcophaga (Robineauella) scoparia (Pandelle,1896) 本、中、韓、旧北区、アラスカ
- ウエモトニクバエ Sarcophaga (Robineauella) uemotoi Kano et Field,1964 本、九、沖縄、中国
- ヌマニクバエ Sarcophaga (Rosellea) uliginosa (Kramer,1908) 北、本、中、旧北区、北米
- オオニクバエ Sarcophaga (Sarcorohdendorfia) aurata (Walker,1861) 本、九～沖、中、韓、ジャワ、ニューギニア
- カモシカニクバエ Sarcophaga (Sarcorohdendorfia) inextricata (Boettcher,1913) 本、九～沖
- アニヤニクバエ Sarcophaga (Sinonipponia) aniyai (Kano,1957) 石垣、西表
- トゲニクバエ Sarcophaga (Sinonipponia) hervebazini (Seguy,1934) 本、九、ロ極東、韓、中
- ムサシノニクバエ Sarcophaga (Sinonipponia) musashinensis( Kano et Okazaki,1956) 本～九、ロ極東、韓
- ハクサンニクバエ Sarcophaga (Takanoa) hakusana (Hori,1954) 本、九、中、韓
- ヨナハニクバエ Sarcophaga (Takaraia) yonahaensis Kano et Field,1963 沖